# 291ª Brigata artiglieria delle guardie
La 291ª Brigata artiglieria delle guardie (in russo 291-я гвардейская артиллерийская бригада?, 291-ja gvardejskaja artillerijskaja brigada, unità militare 64670) è un'unità di artiglieria delle Forze terrestri russe, subordinata alla 58ª Armata combinata delle guardie del Distretto militare meridionale e con base a Troickaja nella Repubblica di Inguscezia.

## Storia

### Unione Sovietica
L'unità venne costituita nell'aprile del 1943 come 103ª Brigata artiglieria pesante dell'Armata Rossa presso Gor'kij (oggi Nižnij Novgorod). Alla fine di luglio venne schierata al fronte per la prima volta, mentre a partire da settembre prese parte all'Operazione Suvorov, combattendo nell'area di Smolensk. Successivamente combatté nel settore di Vicebsk. Nel febbraio 1944 fu trasferita sul fianco destro del 1º Fronte baltico per supportare un'offensiva volta a tagliare la ferrovia Pskov-Polack. A giugno partecipò all'Operazione Bagration. In seguito alla conquista di Polack venne inviata in direzione di Daugavpils, dove a partire da settembre prese parte all'Offensiva del Baltico, combattendo nelle battaglie di Memel e di Riga. Per i meriti dimostrati in quest'ultima operazione, il 22 ottobre 1944 venne insignita dell'Ordine di Suvorov. Fra l'autunno del 1944 e la primavera del 1945 supportò gli attacchi in direzione di Priekule, volti a eliminare le forze tedesche nella Sacca di Curlandia.
Nel 1975 la brigata venne riorganizzata nell'attuale 291ª Brigata artiglieria e schierata a Majkop.

### Federazione Russa
Nel 2011 la brigata, ereditata dalla Russia in seguito allo scioglimento dell'Unione Sovietica, è stata trasferita in Inguscezia presso l'attuale sede di Troickaja.
Nel luglio 2014, durante la guerra del Donbass, i reparti della brigata sono stati schierati sul confine ucraino nell'oblast' di Rostov, da dove hanno bombardato il territorio ucraino in sostegno alleforze separatiste filorusse, causando inoltre diverse vittime civili. Nel 2015 militari della brigata hanno preso parte all'intervento russo nella guerra civile siriana.
A partire dal febbraio 2022 è stata impiegata nell'invasione russa dell'Ucraina, entrando nel paese dalla Crimea e prendendo posizione nella regione di Cherson, da dove ha bombardato la città di Mykolaïv. Il 24 aprile 2022 è stato ucciso in combattimento il vice comandante e capo dell'unità tecnica della brigata, tenente colonnello Oleg Evseev. In seguito alla controffensiva nell'Ucraina meridionale e alla conseguente liberazione di Cherson l'unità è stata ritirata in Crimea per essere ricostituita. Il 9 maggio 2023 è stata insignita del titolo di unità delle guardie per decreto del Presidente della Federazione Russa. A partire dall'estate del 2023 è stata schierata nell'oblast' di Zaporižžja per contribuire al contrasto della controffensiva estiva ucraina, operando nei settori di Huljajpole e Robotyne. È rimasta dispiegata nella regione anche nei due anni successivi.

## Struttura
- Comando di brigata[18]
- 1º Battaglione artiglieria semovente
- 2º Battaglione artiglieria semovente
- Battaglione artiglieria campale
- Battaglione artiglieria lanciarazzi
- Battaglione artiglieria controcarri
- Battaglione mortai semoventi
- Battaglione acquisizione obiettivi
- Compagnia logistica
- Plotone genio
- Plotone manutenzione
- Plotone difesa NBC

## Comandanti
- Colonnello Nikolaj Pozdnjakov (1992 - 1998)
- Colonnello Valerij Vorotilo (1998 - 2007)
- Colonnello Sergej Kravec (2007 - 2008)
- Colonnello Oleg Oplesnin (2008 - 2010)
- Colonnello Aleksandr Korobov (2010 - 2012)
- Colonnello Sergej Kazakov (2012 - 2015)
- Colonnello Aleksej Smelov (2015 - 2018)
- Tenente colonnello Aleksandr Tichonov (2018 - in carica)